# Fritz Lubrich
Fritz Lubrich (ur. 26 stycznia 1888 w Nowym Miasteczku, zm. 15 kwietnia 1971 w Hamburgu) − niemiecki organista, kompozytor i pedagog.

## Życiorys
Jego rodzicami byli Fritz Paul Lubrich (1862–1952) kantor i hymnolog oraz Mathilde z domu Schramm. Uczęszczał do gimnazjum w Nysie, a w latach 1905–1908 do Seminarium Nauczycielskiego w Żaganiu. W 1907 r. został w konserwatorium w Lipsku uczniem Maxa Regera i Karla Straube. Pod koniec studiów otrzymał nagrodę Arthura Nikischa za kompozycję.
W latach 1911–1919 był nauczycielem muzyki w protestanckim kolegium nauczycielskim w Bielsku. W 1917 r. otrzymał austriacki tytuł profesora. W 1919 r. został na krótko starszym organistą w Kościele św. Pawła we Wrocławiu. W 1923 r. otrzymał również tytuły profesora niemiecki i polski. 
Z początkiem lata dwudziestych został organistą i chórmistrzem w ewangelickim kościele Zmartwychwstania Pańskiego w Katowicach. Prowadził niemieckie chóry świeckie, między innymi Meisterscher Gesangverein, z którym wykonał katowicką prapremierę Stabat Mater Karola Szymanowskiego. Jednocześnie był kierownikiem miejscowego konserwatorium muzycznego. Był uznanym kompozytorem, którego utwory do dziś znajdują się w obiegu koncertowym.
W czerwcu 1936 r. wstąpił do NSDAP. W 1939 r., po wkroczeniu Niemców, pełnił szereg funkcji w niemieckiej administracji muzycznej na Śląsku. W latach 1939–1945 był dyrektorem powołanej w miejsce konserwatorium Okręgowej Śląskiej Szkoły Muzycznej (Höhere Landesmusikschule). 
Po wojnie wyjechał do Hamburga, gdzie był organistą i pedagogiem. Wśród jego uczniów byli Engelbert Hilbich, Günter Bialas, Gerd Zacher i Kurt Schwaen.